# American Basketball Association
Az American Basketball Association (ABA) egy profi kosárlabdaliga volt 1967 és 1976 között Észak-Amerikában. Az ABA 1976-ban szűnt meg, mikor egyesült a National Basketball Associationnel (NBA). Négy csapat csatlakozott az NBA-hez, majd ennek az egyesülésnek nyomán bevezették a hárompontos vonalat a ligában 1979-től.

## Csapatok
A Basketball Reference adatai alapján.
| Franchise                                                                              | Városok/Nevek           | Évek      | Utóélet |
| -------------------------------------------------------------------------------------- | ----------------------- | --------- | --- |
| Anaheim Amigos Los Angeles Stars Utah Stars                                            | Anaheim Amigos          | 1967–1968 | Megszűnt, 1975. A New Orleans Jazz Utah-ba költözött 1979-ben, Utah Jazz néven. |
| Anaheim Amigos Los Angeles Stars Utah Stars                                            | Los Angeles Stars       | 1968–1970 | Megszűnt, 1975. A New Orleans Jazz Utah-ba költözött 1979-ben, Utah Jazz néven. |
| Anaheim Amigos Los Angeles Stars Utah Stars                                            | Utah Stars              | 1970–1976 | Megszűnt, 1975. A New Orleans Jazz Utah-ba költözött 1979-ben, Utah Jazz néven. |
| Dallas ChaparralsTexas ChaparralsSan Antonio Spurs                                     | Dallas Chaparrals       | 1967–1970 | San Antonio Spurs néven 1976-ban csatlakozott az NBA-hez. Dallasban (Mavericks) 1980-ban lett újra csapat. |
| Dallas ChaparralsTexas ChaparralsSan Antonio Spurs                                     | Texas Chaparrals        | 1970–1971 | San Antonio Spurs néven 1976-ban csatlakozott az NBA-hez. Dallasban (Mavericks) 1980-ban lett újra csapat. |
| Dallas ChaparralsTexas ChaparralsSan Antonio Spurs                                     | Dallas Chaparrals       | 1971–1973 | San Antonio Spurs néven 1976-ban csatlakozott az NBA-hez. Dallasban (Mavericks) 1980-ban lett újra csapat. |
| Dallas ChaparralsTexas ChaparralsSan Antonio Spurs                                     | San Antonio Spurs       | 1973–1976 | San Antonio Spurs néven 1976-ban csatlakozott az NBA-hez. Dallasban (Mavericks) 1980-ban lett újra csapat. |
| Houston Mavericks Carolina Cougars Spirits of St. Louis                                | Houston Mavericks       | 1967–1969 | Megszűnt, 1976. A San Diego Rockets Houstonba költözött 1972-ben, Houston Rockets néven. Charlotte-ban (Hornets) 1988-ban lett újra csapat. |
| Houston Mavericks Carolina Cougars Spirits of St. Louis                                | Carolina Cougars        | 1969–1974 | Megszűnt, 1976. A San Diego Rockets Houstonba költözött 1972-ben, Houston Rockets néven. Charlotte-ban (Hornets) 1988-ban lett újra csapat. |
| Houston Mavericks Carolina Cougars Spirits of St. Louis                                | Spirits of St. Louis    | 1974–1976 | Megszűnt, 1976. A San Diego Rockets Houstonba költözött 1972-ben, Houston Rockets néven. Charlotte-ban (Hornets) 1988-ban lett újra csapat. |
| Indiana Pacers                                                                         | Indiana Pacers          | 1967–1976 | Indiana Pacers néven csatlakozott az NBA-hez 1976-ban. |
| Kansas CityDenver Larks /Rockets /Nuggets                                              | Kansas City (unnamed)   | 1967      | Denver Nuggets néven csatlakozott az NBA-hez 1976-ban. |
| Kansas CityDenver Larks /Rockets /Nuggets                                              | Denver Larks            | 1967      | Denver Nuggets néven csatlakozott az NBA-hez 1976-ban. |
| Kansas CityDenver Larks /Rockets /Nuggets                                              | Denver Rockets          | 1967–1974 | Denver Nuggets néven csatlakozott az NBA-hez 1976-ban. |
| Kansas CityDenver Larks /Rockets /Nuggets                                              | Denver Nuggets          | 1974–1976 | Denver Nuggets néven csatlakozott az NBA-hez 1976-ban. |
| Kentucky Colonels                                                                      | Kentucky Colonels       | 1967–1976 | Megszűnt, 1976. |
| Minnesota Muskies Miami Floridians                                                     | Minnesota Muskies       | 1967–1968 | Megszűnt, 1972. 1988-ban lett újra Miamiban csapat, Miami Heat néven. 1989-ben lett újra Minnesotában csapat, Minnesota Timberwolves néven. |
| Minnesota Muskies Miami Floridians                                                     | Miami Floridians        | 1968–1970 | Megszűnt, 1972. 1988-ban lett újra Miamiban csapat, Miami Heat néven. 1989-ben lett újra Minnesotában csapat, Minnesota Timberwolves néven. |
| Minnesota Muskies Miami Floridians                                                     | Floridians              | 1970–1972 | Megszűnt, 1972. 1988-ban lett újra Miamiban csapat, Miami Heat néven. 1989-ben lett újra Minnesotában csapat, Minnesota Timberwolves néven. |
| New Orleans /Louisiana Buccaneers Memphis Pros /Tams /Sounds Baltimore Hustlers /Claws | New Orleans Buccaneers  | 1967–1970 | Megszűnt, 1975. Az NBA a Charlotte Hornets-et New Orleans-be költöztette New Orleans Hornets néven (napjainkban: New Orleans Pelicans), 2002-ben. Az NBA a Vancouver Grizzlies-t Memphisbe költöztette Memphis Grizzlies néven, 2001-ben.                  |
| New Orleans /Louisiana Buccaneers Memphis Pros /Tams /Sounds Baltimore Hustlers /Claws | Louisiana Buccaneers    | 1970      | Megszűnt, 1975. Az NBA a Charlotte Hornets-et New Orleans-be költöztette New Orleans Hornets néven (napjainkban: New Orleans Pelicans), 2002-ben. Az NBA a Vancouver Grizzlies-t Memphisbe költöztette Memphis Grizzlies néven, 2001-ben.                  |
| New Orleans /Louisiana Buccaneers Memphis Pros /Tams /Sounds Baltimore Hustlers /Claws | Memphis Pros            | 1970–1972 | Megszűnt, 1975. Az NBA a Charlotte Hornets-et New Orleans-be költöztette New Orleans Hornets néven (napjainkban: New Orleans Pelicans), 2002-ben. Az NBA a Vancouver Grizzlies-t Memphisbe költöztette Memphis Grizzlies néven, 2001-ben.                  |
| New Orleans /Louisiana Buccaneers Memphis Pros /Tams /Sounds Baltimore Hustlers /Claws | Memphis Tams            | 1972–1974 | Megszűnt, 1975. Az NBA a Charlotte Hornets-et New Orleans-be költöztette New Orleans Hornets néven (napjainkban: New Orleans Pelicans), 2002-ben. Az NBA a Vancouver Grizzlies-t Memphisbe költöztette Memphis Grizzlies néven, 2001-ben.                  |
| New Orleans /Louisiana Buccaneers Memphis Pros /Tams /Sounds Baltimore Hustlers /Claws | Memphis Sounds          | 1974–1975 | Megszűnt, 1975. Az NBA a Charlotte Hornets-et New Orleans-be költöztette New Orleans Hornets néven (napjainkban: New Orleans Pelicans), 2002-ben. Az NBA a Vancouver Grizzlies-t Memphisbe költöztette Memphis Grizzlies néven, 2001-ben.                  |
| New Orleans /Louisiana Buccaneers Memphis Pros /Tams /Sounds Baltimore Hustlers /Claws | Baltimore Hustlers      | 1975      | Megszűnt, 1975. Az NBA a Charlotte Hornets-et New Orleans-be költöztette New Orleans Hornets néven (napjainkban: New Orleans Pelicans), 2002-ben. Az NBA a Vancouver Grizzlies-t Memphisbe költöztette Memphis Grizzlies néven, 2001-ben.                  |
| New Orleans /Louisiana Buccaneers Memphis Pros /Tams /Sounds Baltimore Hustlers /Claws | Baltimore Claws         | 1975      | Megszűnt, 1975. Az NBA a Charlotte Hornets-et New Orleans-be költöztette New Orleans Hornets néven (napjainkban: New Orleans Pelicans), 2002-ben. Az NBA a Vancouver Grizzlies-t Memphisbe költöztette Memphis Grizzlies néven, 2001-ben.                  |
| New York/New Jersey AmericansNew York Nets                                             | New York Americans      | 1967      | Csatlakozott az NBA-hez 1976-ban, New Jersey Nets néven (1977). Jelenleg a csapat Brooklyn Nets-ként ismert (2012). |
| New York/New Jersey AmericansNew York Nets                                             | New Jersey Americans    | 1967–1968 | Csatlakozott az NBA-hez 1976-ban, New Jersey Nets néven (1977). Jelenleg a csapat Brooklyn Nets-ként ismert (2012). |
| New York/New Jersey AmericansNew York Nets                                             | New York Nets           | 1968–1976 | Csatlakozott az NBA-hez 1976-ban, New Jersey Nets néven (1977). Jelenleg a csapat Brooklyn Nets-ként ismert (2012). |
| Oakland Americans/Oaks Washington Capitals Virginia Squires                            | Oakland Americans       | 1967      | Megszűnt, 1976 (egyesülés előtt). Az NBA a San Francisco Warriors-t Oaklandbe költöztette Golden State Warriors néven, 1971-ben. Az NBA a Baltimore Bullets-et Washingtonba költöztette Capital Bullets néven (napjainkban: Washington Wizards), 1973-ban. |
| Oakland Americans/Oaks Washington Capitals Virginia Squires                            | Oakland Oaks            | 1967–1969 | Megszűnt, 1976 (egyesülés előtt). Az NBA a San Francisco Warriors-t Oaklandbe költöztette Golden State Warriors néven, 1971-ben. Az NBA a Baltimore Bullets-et Washingtonba költöztette Capital Bullets néven (napjainkban: Washington Wizards), 1973-ban. |
| Oakland Americans/Oaks Washington Capitals Virginia Squires                            | Washington Capitals     | 1969–1970 | Megszűnt, 1976 (egyesülés előtt). Az NBA a San Francisco Warriors-t Oaklandbe költöztette Golden State Warriors néven, 1971-ben. Az NBA a Baltimore Bullets-et Washingtonba költöztette Capital Bullets néven (napjainkban: Washington Wizards), 1973-ban. |
| Oakland Americans/Oaks Washington Capitals Virginia Squires                            | Virginia Squires        | 1970–1976 | Megszűnt, 1976 (egyesülés előtt). Az NBA a San Francisco Warriors-t Oaklandbe költöztette Golden State Warriors néven, 1971-ben. Az NBA a Baltimore Bullets-et Washingtonba költöztette Capital Bullets néven (napjainkban: Washington Wizards), 1973-ban. |
| Pittsburgh Pipers /Pioneers /Condors Minnesota Pipers                                  | Pittsburgh Pipers       | 1967–1968 | Megszűnt, 1972. Az NBA 1989-ben hozott létre újra csapatot Minnesotában, Timberwolves néven. |
| Pittsburgh Pipers /Pioneers /Condors Minnesota Pipers                                  | Minnesota Pipers        | 1968–1969 | Megszűnt, 1972. Az NBA 1989-ben hozott létre újra csapatot Minnesotában, Timberwolves néven. |
| Pittsburgh Pipers /Pioneers /Condors Minnesota Pipers                                  | Pittsburgh Pipers       | 1969–1970 | Megszűnt, 1972. Az NBA 1989-ben hozott létre újra csapatot Minnesotában, Timberwolves néven. |
| Pittsburgh Pipers /Pioneers /Condors Minnesota Pipers                                  | Pittsburgh Pioneers     | 1970      | Megszűnt, 1972. Az NBA 1989-ben hozott létre újra csapatot Minnesotában, Timberwolves néven. |
| Pittsburgh Pipers /Pioneers /Condors Minnesota Pipers                                  | Pittsburgh Condors      | 1970–1972 | Megszűnt, 1972. Az NBA 1989-ben hozott létre újra csapatot Minnesotában, Timberwolves néven. |
| San Diego Conquistadors /Sails                                                         | San Diego Conquistadors | 1972–1975 | Megszűnt, 1975. Az NBA-nek volt csapata San Diegoban 1967 és 1971 között, San Diego Rockets néven (napjainkban: Houston Rockets), illetve 1978 és 1984 között, San Diego Clippers néven (napjainkban: Los Angeles Clippers).                               |

## Győztesek listája
| Év      | Nyugati főcsoportgyőztes | Eredmény | Keleti főcsoportgyőztes | Rájátszás MVP                |
| ------- | ------------------------ | -------- | ----------------------- | ---------------------------- |
| 1967–68 | New Orleans Buccaneers   | 3–4      | Pittsburgh Pipers       | Connie Hawkins C, Pittsburgh |
| 1968–69 | Oakland Oaks             | 4–1      | Indiana Pacers          | Warren Jabali G, Oakland     |
| 1969–70 | Los Angeles Stars        | 2–4      | Indiana Pacers          | Roger Brown F/G, Indiana     |
| 1970–71 | Utah Stars               | 4–3      | Kentucky Colonels       | Zelmo Beaty C, Utah          |
| 1971–72 | Indiana Pacers           | 4–2      | New York Nets           | Freddie Lewis G, Indiana     |
| 1972–73 | Indiana Pacers           | 4–3      | Kentucky Colonels       | George McGinnis F/C, Indiana |
| 1973–74 | Utah Stars               | 1–4      | New York Nets           | Julius Erving F, New York    |
| 1974–75 | Indiana Pacers           | 1–4      | Kentucky Colonels       | Artis Gilmore C, Kentucky    |

Azzal, hogy csak hét csapat maradta a szezon közepén, az ABA elhagyta a főcsoportokat.
| Év      | Győztes       | Eredmény | Második helyezett | Rájátszás MVP             |
| ------- | ------------- | -------- | ----------------- | ------------------------- |
| 1975–76 | New York Nets | 4–2      | Denver Nuggets    | Julius Erving F, New York |

## Statisztikák
| * | Beiktatva a Naismith Memorial Basketball Hall of Fame-be. |

### Pont
| Szezon  | Játékos            | Csapat(ok)        | Játszott mérkőzések | Pontok | P/M  |
| ------- | ------------------ | ----------------- | ------------------- | ------ | ---- |
| 1967–68 | Connie Hawkins*    | Pittsburgh Pipers | 70                  | 1875   | 26.8 |
| 1968–69 | Rick Barry*        | Oakland Oaks      | 35                  | 1190   | 34.0 |
| 1969–70 | Spencer Haywood*   | Denver Rockets    | 84                  | 2519   | 30.0 |
| 1970–71 | Dan Issel*         | Kentucky Colonels | 83                  | 2480   | 29.9 |
| 1971–72 | Charlie Scott*     | Virginia Squires  | 73                  | 2524   | 34.6 |
| 1972–73 | Julius Erving*     | Virginia Squires  | 71                  | 2268   | 31.9 |
| 1973–74 | Julius Erving* (2) | New York Nets     | 84                  | 2299   | 27.4 |
| 1974–75 | George McGinnis*   | Indiana Pacers    | 79                  | 2353   | 29.8 |
| 1975–76 | Julius Erving* (3) | New York Nets     | 84                  | 2462   | 29.3 |

### Lepattanó
| Szezon  | Játékos            | Csapat(ok)        | Játszott mérkőzések | Támadó lepattanók | Védekező lepattanók | Összesen | LP/M |
| ------- | ------------------ | ----------------- | ------------------- | ----------------- | ------------------- | -------- | ---- |
| 1967–68 | Mel Daniels*       | Minnesota Muskies | 78                  | 502               | 711                 | 1213     | 15.6 |
| 1968–69 | Mel Daniels* (2)   | Indiana Pacers    | 76                  | 383               | 873                 | 1256     | 16.5 |
| 1969–70 | Spencer Haywood*   | Denver Rockets    | 84                  | 533               | 1104                | 1637     | 19.5 |
| 1970–71 | Mel Daniels* (3)   | Indiana Pacers    | 82                  | 394               | 1081                | 1475     | 18.0 |
| 1971–72 | Artis Gilmore*     | Kentucky Colonels | 84                  | 421               | 1070                | 1491     | 17.8 |
| 1972–73 | Artis Gilmore* (2) | Kentucky Colonels | 84                  | 449               | 1027                | 1476     | 17.6 |
| 1973–74 | Artis Gilmore* (3) | Kentucky Colonels | 84                  | 478               | 1060                | 1538     | 18.3 |
| 1974–75 | Swen Nater         | San Antonio Spurs | 78                  | 369               | 910                 | 1279     | 16.4 |
| 1975–76 | Artis Gilmore* (4) | Kentucky Colonels | 84                  | 402               | 901                 | 1303     | 15.5 |

### Gólpassz
| Szezon  | Játékos             | Csapat(ok)             | Játszott mérkőzések | Gólpassz | GP/M |
| ------- | ------------------- | ---------------------- | ------------------- | -------- | ---- |
| 1967–68 | Larry Brown*        | New Orleans Buccaneers | 78                  | 506      | 6.5  |
| 1968–69 | Larry Brown* (2)    | Oakland Oaks           | 77                  | 544      | 7.1  |
| 1969–70 | Larry Brown* (3)    | Washington Caps        | 82                  | 580      | 7.1  |
| 1970–71 | Bill Melchionni     | New York Nets          | 81                  | 672      | 8.3  |
| 1971–72 | Bill Melchionni (2) | New York Nets          | 80                  | 669      | 8.4  |
| 1972–73 | Bill Melchionni (3) | New York Nets          | 61                  | 453      | 7.4  |
| 1973–74 | Al Smith            | Denver Rockets         | 76                  | 619      | 8.1  |
| 1974–75 | Mack Calvin         | Denver Nuggets         | 74                  | 570      | 7.7  |
| 1975–76 | Don Buse            | Indiana Pacers         | 84                  | 689      | 8.2  |

### Labdaszerzés
| Szezon  | Játékos      | Csapat(ok)     | Játszott mérkőzések | Labdaszerzés | L/M  |
| ------- | ------------ | -------------- | ------------------- | ------------ | ---- |
| 1973–74 | Ted McClain  | Denver Rockets | 84                  | 250          | 2.98 |
| 1974–75 | Brian Taylor | New York Nets  | 79                  | 221          | 2.80 |
| 1975–76 | Don Buse     | Indiana Pacers | 84                  | 346          | 4.12 |

### Blokk
| Szezon  | Játékos            | Csapat(ok)              | Játszott mérkőzések | Blokkok | B/M  |
| ------- | ------------------ | ----------------------- | ------------------- | ------- | ---- |
| 1973–74 | Caldwell Jones     | San Diego Conquistadors | 79                  | 316     | 4.00 |
| 1974–75 | Caldwell Jones (2) | San Diego Conquistadors | 76                  | 246     | 3.24 |
| 1975–76 | Billy Paultz       | San Antonio Spurs       | 83                  | 253     | 3.05 |

## Díjak
- Most Valuable Player
- Az év újonca
- Az év edzője
- Rájátszás MVP
- All Star-gála MVP
- Az év ügyvezetője

| * | Beiktatva a Naismith Memorial Basketball Hall of Fame-be. |

### All-ABA csapatok
| Szezon  | Első csapat                          | Első csapat                         | Első csapat                          | Első csapat                           | Első csapat                         | Második csapat                      | Második csapat                   | Második csapat                          | Második csapat                       | Második csapat                       |
| ------- | ------------------------------------ | ----------------------------------- | ------------------------------------ | ------------------------------------- | ----------------------------------- | ----------------------------------- | -------------------------------- | --------------------------------------- | ------------------------------------ | ------------------------------------ |
| Szezon  | Forward                              | Forward                             | Center                               | Guard                                 | Guard                               | Forward                             | Forward                          | Center                                  | Guard                                | Guard                                |
| 1967–68 | Connie Hawkins, Pittsburgh Pipers    | Doug Moe, New Orleans Buccaneers    | Mel Daniels, Minnesota Muskies       | Larry Jones, Denver Rockets           | Charlie Williams, Pittsburgh Pipers | Roger Brown, Indiana Pacers         | Cincy Powell, Dallas Chaparrals  | John Beasley, Dallas Chaparrals         | Larry Brown, New Orleans Buccaneers  | Louie Dampier, Kentucky Colonels     |
| 1968–69 | Connie Hawkins, Minnesota Pipers (2) | Rick Barry, Oakland Oaks            | Mel Daniels, Indiana Pacers (2)      | Jimmy Jones, New Orleans Buccaneers   | Larry Jones, Denver Rockets (2)     | John Beasley, Dallas Chaparrals (2) | Doug Moe, Oakland Oaks (2)       | Red Robbins, New Orleans Buccaneers     | Donnie Freeman, Miami Floridians     | Louie Dampier, Kentucky Colonels (2) |
| 1969–70 | Rick Barry, Washington Capitols (2)  | Spencer Haywood, Denver Rockets     | Mel Daniels, Indiana Pacers (3)      | Bob Verga, Carolina Cougars           | Larry Jones, Denver Rockets (3)     | Roger Brown, Indiana Pacers (2)     | Bob Netolicky, Indiana Pacers    | Red Robbins, New Orleans Buccaneers (2) | Louie Dampier, Kentucky Colonels (3) | Donnie Freeman, Miami Floridians (2) |
| 1970–71 | Roger Brown, Indiana Pacers (3)      | Rick Barry, New York Nets (3)       | Mel Daniels, Indiana Pacers (4)      | Mack Calvin, The Floridians           | Charlie Scott, Virginia Squires     | John Brisker, Pittsburgh Condors    | Joe Caldwell, Carolina Cougars   | Zelmo Beaty, Utah Stars (tie)           | Donnie Freeman, Texas Chaparrals (3) | Larry Cannon, Denver Rockets         |
| 1970–71 | Roger Brown, Indiana Pacers (3)      | Rick Barry, New York Nets (3)       | Mel Daniels, Indiana Pacers (4)      | Mack Calvin, The Floridians           | Charlie Scott, Virginia Squires     | John Brisker, Pittsburgh Condors    | Joe Caldwell, Carolina Cougars   | Dan Issel, Kentucky Colonels (tie)      | Donnie Freeman, Texas Chaparrals (3) | Larry Cannon, Denver Rockets         |
| 1971–72 | Dan Issel, Kentucky Colonels (2)     | Rick Barry, New York Nets (4)       | Artis Gilmore, Kentucky Colonels     | Donnie Freeman, Dallas Chaparrals (4) | Bill Melchionni, New York Nets      | Willie Wise, Utah Stars             | Julius Erving, Virginia Squires  | Zelmo Beaty, Utah Stars (2)             | Ralph Simpson, Denver Rockets        | Charlie Scott, Virginia Squires (2)  |
| 1972–73 | Billy Cunningham, Carolina Cougars   | Julius Erving, Virginia Squires (2) | Artis Gilmore, Kentucky Colonels (2) | Jimmy Jones, Utah Stars (2)           | Warren Jabali, Denver Rockets       | George McGinnis, Indiana Pacers     | Dan Issel, Kentucky Colonels (3) | Mel Daniels, Indiana Pacers (5)         | Ralph Simpson, Denver Rockets (2)    | Mack Calvin, Carolina Cougars (2)    |
| 1973–74 | Julius Erving, New York Nets (3)     | George McGinnis, Indiana Pacers (2) | Artis Gilmore, Kentucky Colonels (3) | Jimmy Jones, Utah Stars (3)           | Mack Calvin, Carolina Cougars (3)   | Dan Issel, Kentucky Colonels (4)    | Willie Wise, Utah Stars (2)      | Swen Nater, San Antonio Spurs           | Ron Boone, Utah Stars                | Louie Dampier, Kentucky Colonels (4) |
| 1974–75 | Julius Erving, New York Nets (4)     | George McGinnis, Indiana Pacers (3) | Artis Gilmore, Kentucky Colonels (4) | Mack Calvin, Denver Nuggets (4)       | Ron Boone, Utah Stars (2)           | Marvin Barnes, Spirits of St. Louis | George Gervin, San Antonio Spurs | Swen Nater, San Antonio Spurs (2)       | Brian Taylor, New York Nets          | James Silas, San Antonio Spurs       |
| 1975–76 | Julius Erving, New York Nets (5)     | Billy Knight, Indiana Pacers        | Artis Gilmore, Kentucky Colonels (5) | James Silas, San Antonio Spurs (2)    | Ralph Simpson, Denver Nuggets (3)   | David Thompson, Denver Nuggets      | Bobby Jones, Denver Nuggets      | Dan Issel, Denver Nuggets (5)           | Don Buse, Indiana Pacers             | George Gervin, San Antonio Spurs (2) |
| Forrás: |                                      |                                     |                                      |                                       |                                     |                                     |                                  |                                         |                                      |                                      |

### All-Defensive csapat
| Szezon  | Beválasztott játékosok | Beválasztott játékosok | Beválasztott játékosok | Beválasztott játékosok | Beválasztott játékosok | Beválasztott játékosok                |
| ------- | ---------------------- | ---------------------- | ---------------------- | ---------------------- | ---------------------- | ------------------------------------- |
| 1972–73 | Joe Caldwell           | Mike Gale              | Artis Gilmore*         | Julius Keye            | Fatty Taylor           | Willie Wise                           |
| 1973–74 | Mike Gale (2)          | Artis Gilmore (2)*     | Julius Keye (2)        | Ted McClain            | Fatty Taylor (2)       | Willie Wise (2)                       |
| 1974–75 | Don Buse               | Artis Gilmore (3)*     | Bobby Jones*           | Wil Jones              | Brian Taylor           | Nem volt hatodik játékos kiválasztva. |
| 1975–76 | Don Buse (2)           | Julius Erving*         | Artis Gilmore (4)*     | Bobby Jones (2)        | Brian Taylor (2)       | Nem volt hatodik játékos kiválasztva. |

### Újonc csapat
| Szezon  | Beválasztott játékosok | Beválasztott játékosok | Beválasztott játékosok | Beválasztott játékosok | Beválasztott játékosok |
| ------- | ---------------------- | ---------------------- | ---------------------- | ---------------------- | ---------------------- |
| 1967–68 | Louie Dampier*         | Mel Daniels*           | Jimmy Jones            | Bob Netolicky          | Trooper Washington     |
| 1968–69 | Ron Boone              | Warren Jabali          | Larry Miller           | Gene Moore             | Walter Piatkowski      |
| 1969–70 | Mike Barrett           | John Brisker           | Mack Calvin            | Spencer Haywood*       | Willie Wise            |
| 1970–71 | Joe Hamilton           | Dan Issel*             | Wendell Ladner         | Samuel Robinson        | Charlie Scott*         |
| 1971–72 | Julius Erving*         | Artis Gilmore*         | George McGinnis*       | Johnny Neumann         | John Roche             |
| 1972–73 | Jim Chones             | George Gervin*         | James Silas            | Brian Taylor           | Dennis Wuycik          |
| 1973–74 | Mike Green             | Larry Kenon            | Bo Lamar               | Swen Nater             | John Williamson        |
| 1974–75 | Marvin Barnes          | Gus Gerard             | Bobby Jones*           | Billy Knight           | Moses Malone*          |
| 1975–76 | Ticky Burden           | M. L. Carr             | Kim Hughes             | Mark Olberding         | David Thompson*        |

## Utódok
1999-ben létrehozták az ABA 2000 nevű ligát, amely az eredetihez hasonlóan fehér, piros és kék labdákat használ, de nem játszanak benne az NBA-hez hasonló kaliberű játékosok.